# Coloni FC187
Der Coloni FC187 war ein Formel-1-Auto des italienischen Motorsportteams Coloni, der in der Formel-1-Saison 1987 zu zwei Rennen gemeldet wurde und an einem Rennen teilnahm. Mit ihm debütierte Coloni in der Formel-1-Weltmeisterschaft. Der FC187 war das erste Auto, das von Coloni selbst entwickelt und aufgebaut wurde; in den vorangegangenen Jahren hatte Coloni in der Formel 3 und der Formel 3000 regelmäßig Kundenfahrzeuge anderer Hersteller eingesetzt. Der FC187 war die Grundlage für die Modelle FC188 und FC188B, mit denen Coloni die Rennen der Saison 1988 sowie der ersten Hälfte der Saison 1989 bestritt.

## Die Technik
Der Coloni FC187 wurde von Roberto Ori konstruiert, einem damals 25-jährigen Ingenieur, der zuvor bei Dallara gearbeitet hatte. Das Modell wird in der Literatur als eine konventionelle Konstruktion beschrieben. Das Monocoque bestand aus Kunststoff. Die Abmessungen des Autos und das Gesamtlayout war so gestaltet, dass es bereits jetzt dem ab 1988 geltenden Reglement zur Verbesserung der Fahrersicherheit entsprach. Der Radstand war mit 2800 mm vergleichsweise lang. Die Aufhängung bestand aus doppelten Querlenkern und Zugstreben an allen Rädern. Die Karosserie war ebenfalls konventionell. Der Wagen hatte keine Airbox, sondern eine flache Motorabdeckung, die bei einigen Einsätzen gänzlich weggelassen wurde.
Als Antrieb diente ein Saugmotor mit acht Zylindern vom Typ Cosworth DFZ, der in Italien bei Novamotor vorbereitet wurde.
Die Kraftübertragung erfolgte wie bei den meisten anderen kleinen Teams durch ein Sechsganggetriebe von Hewland.
Das Gewicht des FC187 wurde mit 510 kg angegeben; er war damit, die Richtigkeit der Werksangaben anderer Hersteller zugrunde gelegt, das schwerste Saugmotorauto des Starterfelds 1987.

## Testläufe
Der Coloni FC187 wurde im Laufe des Frühsommers 1987 fertiggestellt. Er blieb ein Einzelstück; ein zweites Exemplar wurde 1987 nicht aufgebaut. Das Auto war in leuchtendem Gelb lackiert, eine Farbe, die in den nächsten beiden Jahren zum Markenzeichen Colonis werden sollte.
Die erste Ausfahrt mit dem FC187 führte Enzo Coloni, ein ehemaliger Formel-3-Meister und Gründer des Rennstalls, im Sommer auf dem Autodromo Enzo e Dino Ferrari in Imola selbst durch, die folgenden Testfahrten unternahm dagegen Nicola Larini, der 1986 mit Colonis Team die Formel-3-Meisterschaft gewonnen hatte.

## Renneinsätze
Das Team Enzo Coloni Racing Car Systems debütierte mit dem FC187 anlässlich des Großen Preises von Italien im September 1987 in Monza. Als Fahrer wurde Nicola Larini gemeldet, nachdem Colonis Versuche, Franco Scapini zu melden, am Fehlen einer Superlizenz gescheitert waren. Das Auto war bei diesem Rennen noch nicht vollständig fertiggestellt, Coloni wollte als italienisches Team gleichwohl unbedingt bei einer nationalen Veranstaltung debütieren. Beim Auftaktrennen verpasste Larini deutlich die Qualifikation. Ihm fehlten nahezu zwei Sekunden auf die Qualifikation und zwölf Sekunden auf die Pole-Zeit von Nelson Piquet.
Das folgende Rennen in Portugal ließ Coloni aus, um den Wagen renntauglich zu machen. Dabei wurde unter anderem die Aerodynamik und die Position der Kühler überarbeitet.
Im übernächsten Rennen in Spanien qualifizierte sich Larini als Letzter für das Rennen, wobei es ihm gelang, die beiden Turbo-getriebenen Osella von Alex Caffi und Franco Forini hinter sich zu lassen. Larini fuhr das Rennen allerdings nicht zu Ende; bereits in der achten Runde brach die Aufhängung, sodass er als erster Fahrer des Rennens ausfiel. Die anschließenden Überseerennen in Mexiko, Japan und Australien ließ Coloni wiederum aus, da die Kosten für die Anreise zu hoch waren.
Der FC187 wurde im Winter 1987/88 überarbeitet und 1988 unter der Bezeichnung Coloni FC188 gemeldet.

## Resultate
| Fahrer               | Nr.                  | 1 | 2 | 3 | 4 | 5 | 6 | 7 | 8 | 9 | 10 | 11  | 12 | 13  | 14 | 15 | 16 | Punkte | Rang |
| -------------------- | -------------------- | - | - | - | - | - | - | - | - | - | -- | --- | -- | --- | -- | -- | -- | ------ | ---- |
| Formel-1-Saison 1987 | Formel-1-Saison 1987 |   |   |   |   |   |   |   |   |   |    |     |    |     |    |    |    | 0      | 16.  |
| Nicola Larini        | 32                   |   |   |   |   |   |   |   |   |   |    | DNQ |    | DNF |    |    |    | 0      | 16.  |

| Legende  | Legende            | Legende                                                          |
| Farbe    | Abkürzung          | Bedeutung                                                        |
| -------- | ------------------ | ---------------------------------------------------------------- |
| Gold     | –                  | Sieg                                                             |
| Silber   | –                  | 2. Platz                                                         |
| Bronze   | –                  | 3. Platz                                                         |
| Grün     | –                  | Platzierung in den Punkten                                       |
| Blau     | –                  | Klassifiziert außerhalb der Punkteränge                          |
| Violett  | DNF                | Rennen nicht beendet (did not finish)                            |
| Violett  | NC                 | nicht klassifiziert (not classified)                             |
| Rot      | DNQ                | nicht qualifiziert (did not qualify)                             |
| Rot      | DNPQ               | in Vorqualifikation gescheitert (did not pre-qualify)            |
| Schwarz  | DSQ                | disqualifiziert (disqualified)                                   |
| Weiß     | DNS                | nicht am Start (did not start)                                   |
| Weiß     | WD                 | zurückgezogen (withdrawn)                                        |
| Hellblau | PO                 | nur am Training teilgenommen (practiced only)                    |
| Hellblau | TD                 | Freitags-Testfahrer (test driver)                                |
| ohne     | DNP                | nicht am Training teilgenommen (did not practice)                |
| ohne     | INJ                | verletzt oder krank (injured)                                    |
| ohne     | EX                 | ausgeschlossen (excluded)                                        |
| ohne     | DNA                | nicht erschienen (did not arrive)                                |
| ohne     | C                  | Rennen abgesagt (cancelled)                                      |
| ohne     | keine WM-Teilnahme |                                                                  |
| sonstige | P/fett             | Pole-Position                                                    |
| sonstige | 1/2/3/4/5/6/7/8    | Punktplatzierung im Sprint-/Qualifikationsrennen                 |
| sonstige | SR/kursiv          | Schnellste Rennrunde                                             |
| sonstige | *                  | nicht im Ziel, aufgrund der zurückgelegten Distanz aber gewertet |
| sonstige | ()                 | Streichresultate                                                 |
| sonstige | unterstrichen      | Führender in der Gesamtwertung                                   |